# Анбо
Анбо́ (фр. Annebault) — коммуна во Франции, находится в регионе Нижняя Нормандия. Департамент коммуны — Кальвадос. Входит в состав кантона Дозюле. Округ коммуны — Лизьё.
Код INSEE коммуны — 14016.

## Население
Население коммуны на 2010 год составляло 415 человек.
| 1962 | 1968 | 1975 | 1982 | 1990 | 1999 | 2010 |
| ---- | ---- | ---- | ---- | ---- | ---- | ---- |
| 246  | 253  | 253  | 259  | 317  | 347  | 415  |

## Экономика
В 2010 году среди 267 человек трудоспособного возраста (15—64 лет) 200 были экономически активными, 67 — неактивными (показатель активности — 74,9 %, в 1999 году было 71,3 %). Из 200 активных жителей работали 186 человек (91 мужчина и 95 женщин), безработных было 14 (9 мужчин и 5 женщин). Среди 67 неактивных 21 человек были учениками или студентами, 31 — пенсионерами, 15 были неактивными по другим причинам.